# Consonne latérale
En phonétique articulatoire, une consonne latérale, ou par souci de concision latérale, est une consonne qui nécessite pour sa réalisation l'écoulement de l'air par un canal latéral (parfois bilatéral) formé par l'affaissement de l'avant de la langue et le contact de son dos avec le palais. La plupart des latérales sont des spirantes, mais d'autres sont aussi des fricatives.
Le français comporte aujourd'hui une seule latérale : [l] (lait). Il en a jadis compté une seconde : [ʎ], écrite -il(l) comme dans soleil, feuille, mais elle est devenue la semi-voyelle [j] depuis le XIXe siècle.

## Liste des latéralespulmoniquesde l'API
- Dentales ou alvéolaires : pour une dentale, la langue prend contact avec la face interne des dents supérieures; pour une alvéolaire, la pointe se pose sur le bourrelet gingival.
  - [l] (spirante)
  - [ɬ] (fricative non voisée)
  - [ɮ] (fricative voisée)
  - [ɺ] (battue)
  - [t͡ɬ] (affriquée non voisée)
  - [d͡ɮ] (affriquée voisée)
- Dentale ou alvéolaire vélarisée
  - [ɫ] (spirante)
- Rétroflexes : la pointe de la langue se retourne vers l'arrière, et la face inférieure de celle-ci prend contact avec la partie antérieure du palais dur. Les côtés de la langue s'abaissent pour permettre le passage de l'air.
  - [ɭ] (spirante)
- Palatales : la partie antérieure du dos de la langue est pressée contre le palais dur. La langue se bombe et se contracte latéralement pour laisser passer l'air.
  - [ʎ] (spirante)
- Vélaires:
  - [ʟ] (spirante)

## Latérales non pulmoniques
- Clics
- Éjectives
- Injectives